# Стоян Николов (певец)
Вижте пояснителната страница за други личности с името Стоян Николов.
Стоян Николов Разпопов по известен като Стоян Николов е български оперен певец, бас-баритон. Той е историческа личност за основаването на Национална опера и балет, като един от съучредителите на Българската оперна дружба.

## Биография
Стоян Николов е роден на 17 ноември 1881 г. в град София.

## Музикално образование
През 1899 година той завършва средното си образование, след което заминава за Прага, където постъпва като студент в консерваторията. Още там участва в много музикални продукции и концерти, пожънва големи успехи.
През 1903 г. заминава за Лайпциг и завършва висшето си музикално образование в консерваторията. В комисията на държавния изпит, който полага, участва световноизвестният за времето си диригент и композитор Артур Никиш. Неговият подпис лежи на дипломата на Стоян Николов.

## Активен период
Завършил висшето си музикално образование, той се завръща в град София, където в музикалния свят започва да зрее идеята за създаване на българска опера. Стоян Николов, който по това време работи като учител по музика и немски език в град Сливен получава предложение да участва в това патриотично дело. През 1908 година Стоян Николов става съучредител на Българската оперна дружба. 
На 18 октомври 1908 Българската оперна дружба изнася първото си пробно представление – откъси от „Фауст“ на Гуно и „Трубадур“ от Верди. Фирмата „Оперна дружба“ е регистрирана официално на имената на Драгомир Казаков, Константин Михайлов-Стоян, Иван Вульпе, Димитър Попиванов и Стоян Николов.
След основаването на „Оперната дружба“ пред нейните създатели се поставя с цялата си острота и настойчивост въпроса за намиране на материални средства, необходими за набавянето на ноти, костюми и декори за поддържане на оркестър, технически персонал, за наем на салон и други. Стоян Николов разрешава възникналите финансови трудности като ипотекирал имотите си. Получавайки сигурна материална база след отпуснатия заем „Оперната дружба“ разгръща трескава дейност.
Освен тях в трупата участват и Златка Куртева, Богдана Гюзелева-Вульпе, Мара Василева, Олга Орлова, Дойчинка Коларова, Желю Минчев, Панайот Димитров, диригентите Хенрих Визнер, Алоис Мацак, Тодор Хаджиев, хормайсторите Добри Христов и Константин Рамаданов. От края на 1908 започва формирането на щатен хор. Първите представления са изнасяни в „Славянска Беседа“.
Времето е белязано от остри противоречия относно съществуването на българската опера. Мнозина музиканти и авторитети от онова време са били против това героично дело, с мотивите че в България не е назрял този момент. В такива условия със собствени сили, средства и неуморен труд са творили тези патриотични българи. Понякога за нуждите на „Оперната дружба“ се е наемал салона на Народния театър, където изнасяните представления са се превръщали в истински триумф, породен от бурното одобрение на публиката.
Стоян Николов умира на 7 септември 1934 година в град София на 53 години.

## Използвани материали
- „Българска музика“ Февруари 1959 г. Спомени – Анастасия Николова